# Луїс Фернандо Леон
Луїс Фернандо Леон (ісп. Luis León, нар. 11 квітня 1993, кантон Валенсія) — еквадорський футболіст, захисник клубу «Емелек».
Виступав, зокрема, за клуб «Індепендьєнте дель Вальє», а також національну збірну Еквадору.
Володар Південноамериканського кубка.

## Клубна кар'єра
Народився 11 квітня 1993 року в кантоні Валенсія.
У дорослому футболі дебютував 2011 року виступами за команду «Індепендьєнте дель Вальє», в якій провів дев'ять сезонів, взявши участь у 278 матчах чемпіонату. Більшість часу, проведеного у складі «Індепендьєнте дель Вальє», був основним гравцем захисту команди.
Згодом з 2020 по 2023 рік грав у складі команд «Атлетіко Сан-Луїс», «Барселона» (Гуаякіль) та «Атлетіко Сан-Луїс».
До складу клубу «Емелек» приєднався 2023 року. Станом на 5 жовтня 2024 року відіграв за гуаякільську команду 48 матчів в національному чемпіонаті.

## Виступи за збірні
У 2013 році залучався до складу молодіжної збірної Еквадору. На молодіжному рівні зіграв у 8 офіційних матчах.
У 2014 році дебютував в офіційних матчах у складі національної збірної Еквадору.
У складі збірної був учасником розіграшу Кубка Америки 2021 року у Бразилії.
| Дата       | Місто                      | Господарі | Результат | Гості    | Турнір            | Голи | Примітки |
| ---------- | -------------------------- | --------- | --------- | -------- | ----------------- | ---- | -------- |
| 10-10-2014 | Іст-Гартфорд (Коннектикут) | США       | 1 – 1     | Еквадор  | товариський матч  | -    | 86'      |
| 29-3-2021  | Гуаякіль                   | Еквадор   | 2 – 1     | Болівія  | товариський матч  | -    |          |
| 2-9-2021   | Кіто                       | Еквадор   | 2 – 0     | Парагвай | Відбір до ЧС 2022 | -    |          |
| 9-9-2021   | Монтевідео                 | Уругвай   | 1 – 0     | Еквадор  | Відбір до ЧС 2022 | -    |          |
| 5-12-2021  | Х'юстон                    | Сальвадор | 1 – 1     | Еквадор  | товариський матч  | -    |          |
| Усього     |                            | Матчів    | 5         |          | Голів             | 0    |          |

## Титули і досягнення
- Володар Південноамериканського кубка (1):

«Індепендьєнте дель Вальє»: 2019